# Невидимка (фильм, 2018)
«Невидимка» (англ. In Darkness) — триллер, снятый режиссёром и продюсером Энтони Бирном с Натали Дормер в главной роли. Выход в широкий прокат состоялся 25 мая 2018 года, в России премьера состоялась 5 июля 2018 года.

## Сюжет
Фильм рассказывает о слепой девушке-музыканте Софии, оказавшейся внутри опасного мира Лондона после того, как она услышала, как кто-то убил девушку.

## В ролях
- Натали Дормер — София
- Эмили Ратаковски — Вероник
- Эд Скрейн — Марк
- Джоэли Ричардсон — Алекс
- Нил Мэскелл — Оскар Майллс
- Джеймс Космо — Ниалл
- Ян Бейвут — Зоран Радич
- Олегар Федоро — православный священник
- Эмбер Андерсон — Джейн
- Майкл Ботт — композитор
- Чарли Де Бромхиад — уличный музыкант